# Jundiaí do Sul
Jundiaí do Sul est une municipalité brésilienne située dans l'État du Paraná.